# Piesport

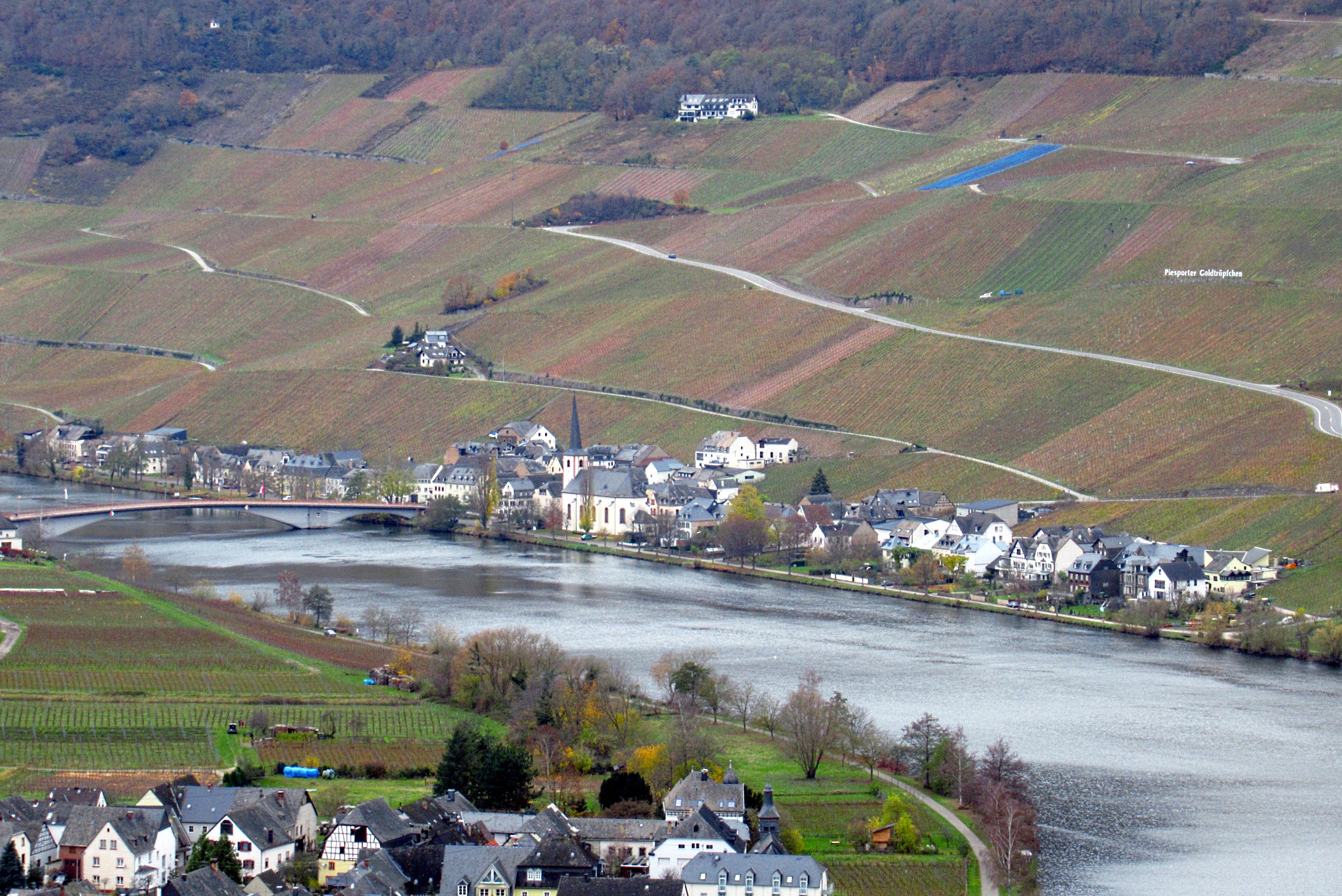
Der Ortsteil Piesport auf der schmalen Uferterrasse am Steilhang mit Weinbergen. Im Vordergrund Häuser des Ortsteils Müstert.

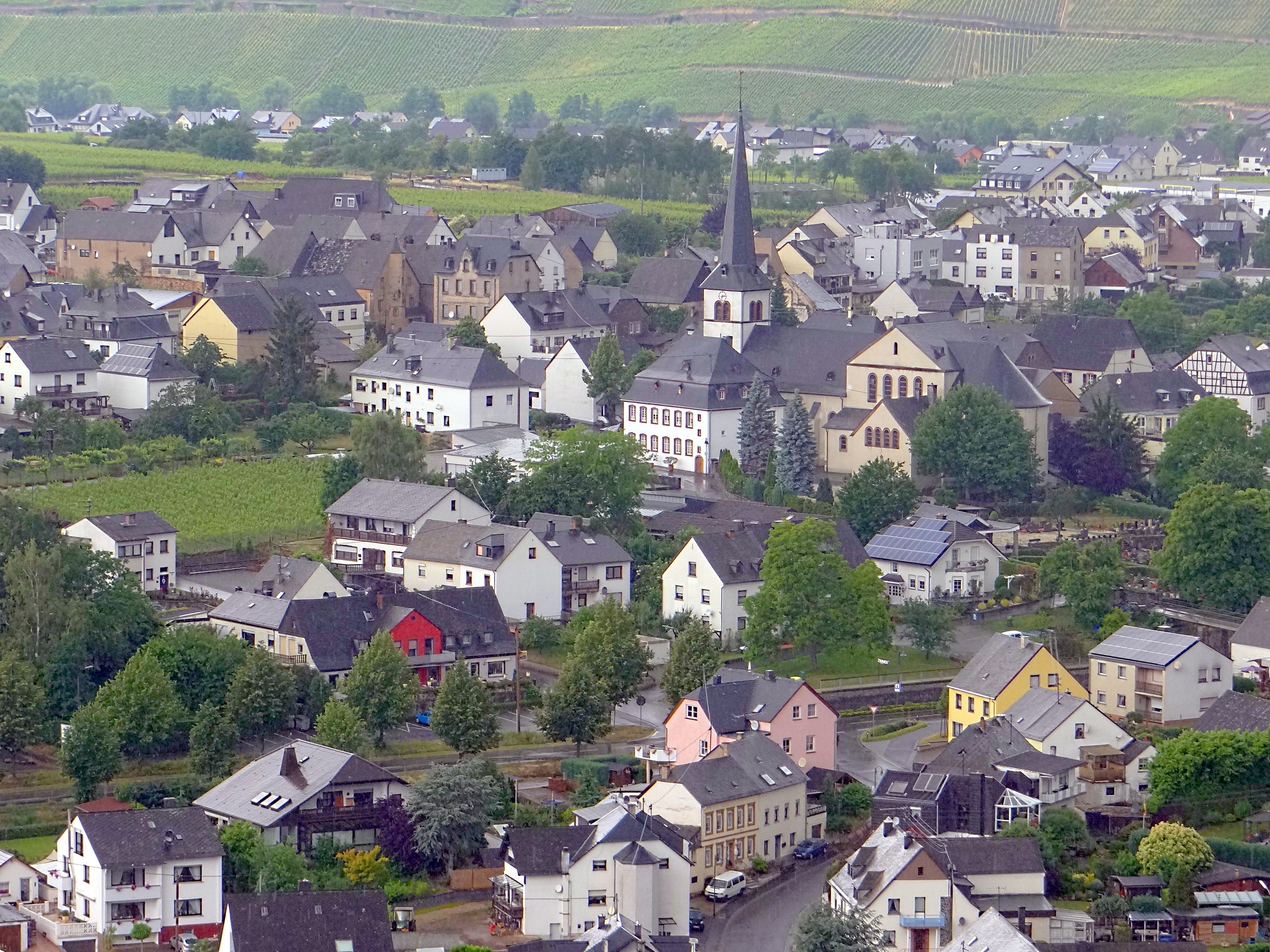
Der Ortsteil Niederemmel

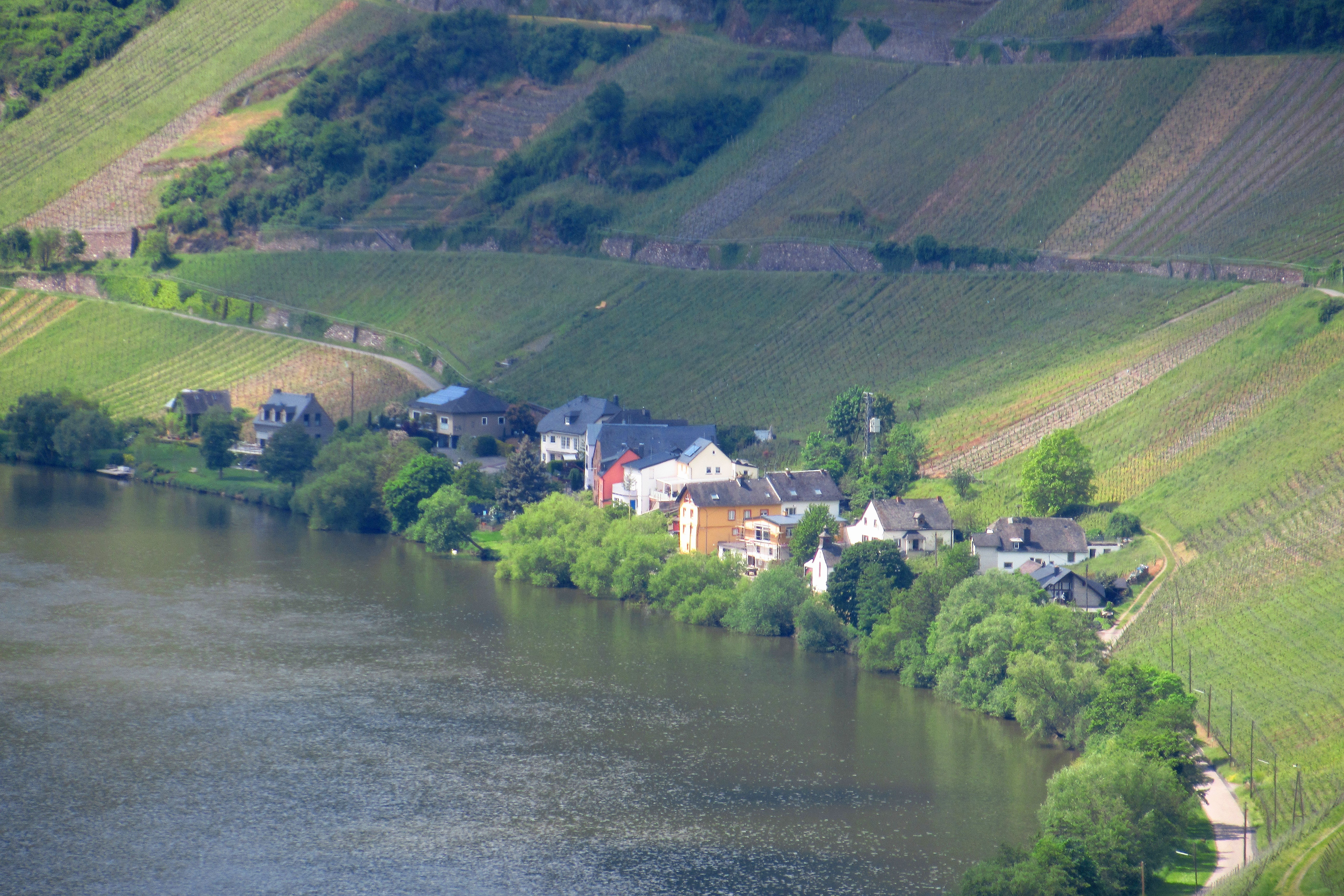
Der Ortsteil Ferres am Steilhang moselaufwärts

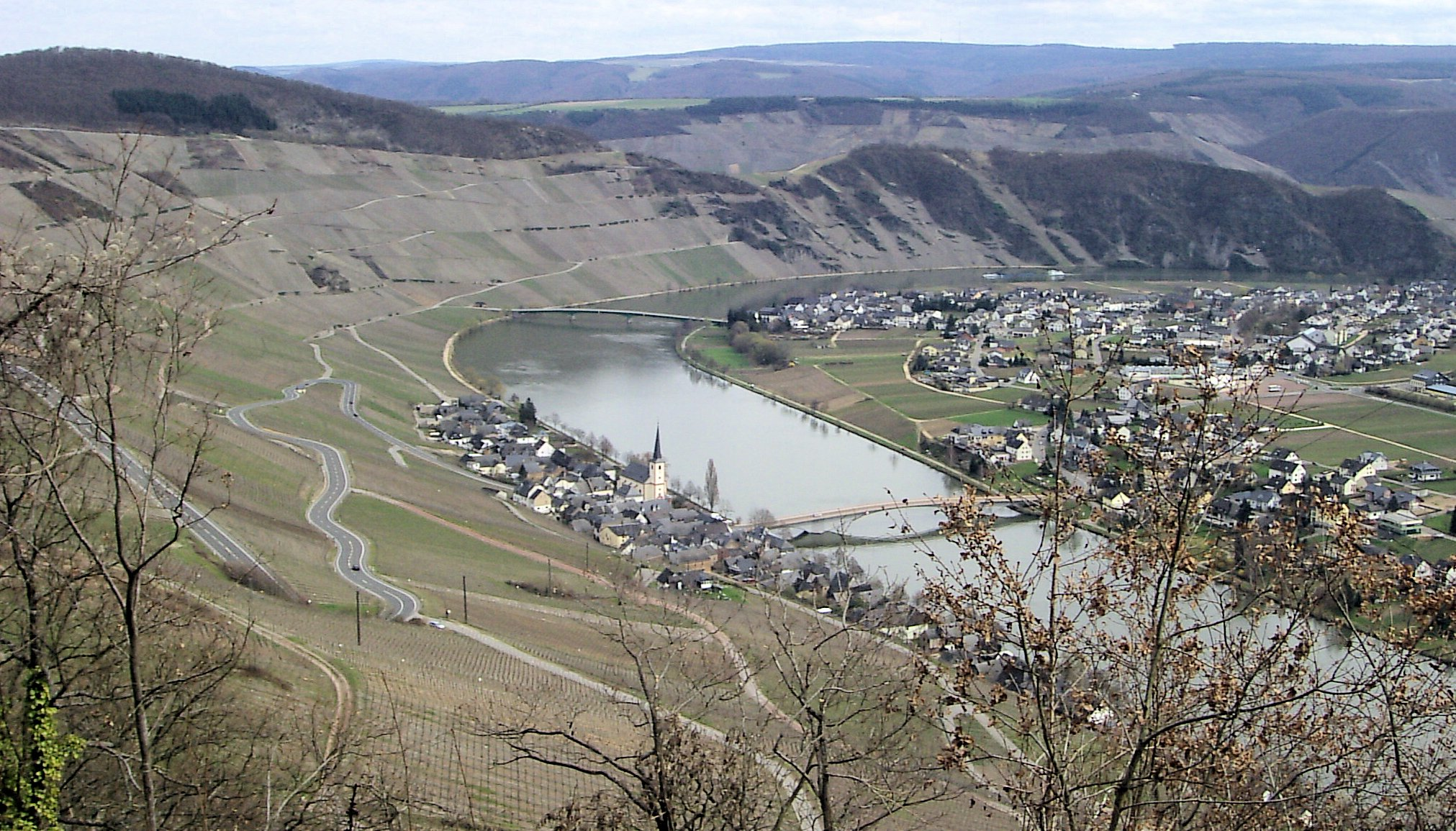
Blick vom Haus Moselblick auf die Piesporter Moselschleife. Im Hintergrund der etwa hohe Minheimer Grauberg.

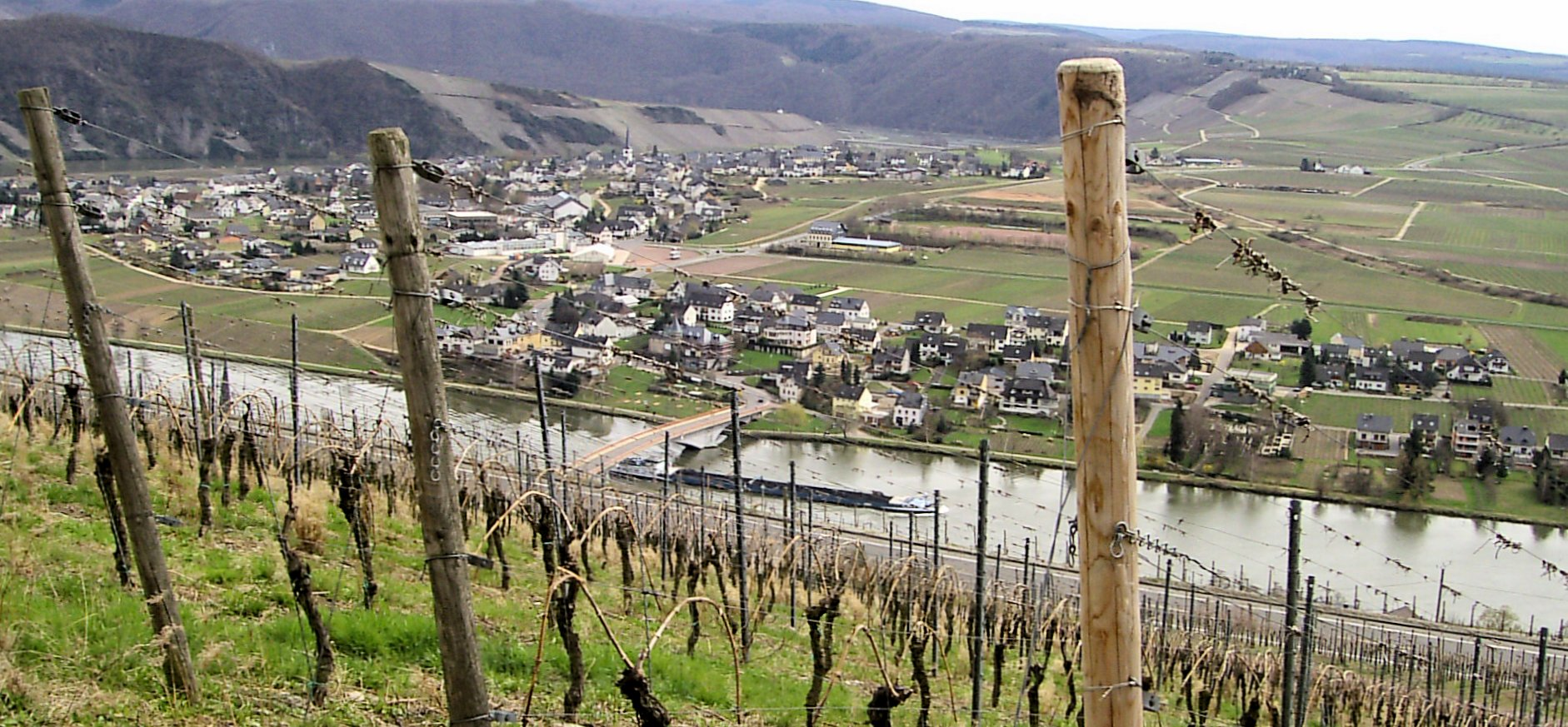
Blick auf Siedlung (Vordergrund) und Niederemmel (Hintergrund)

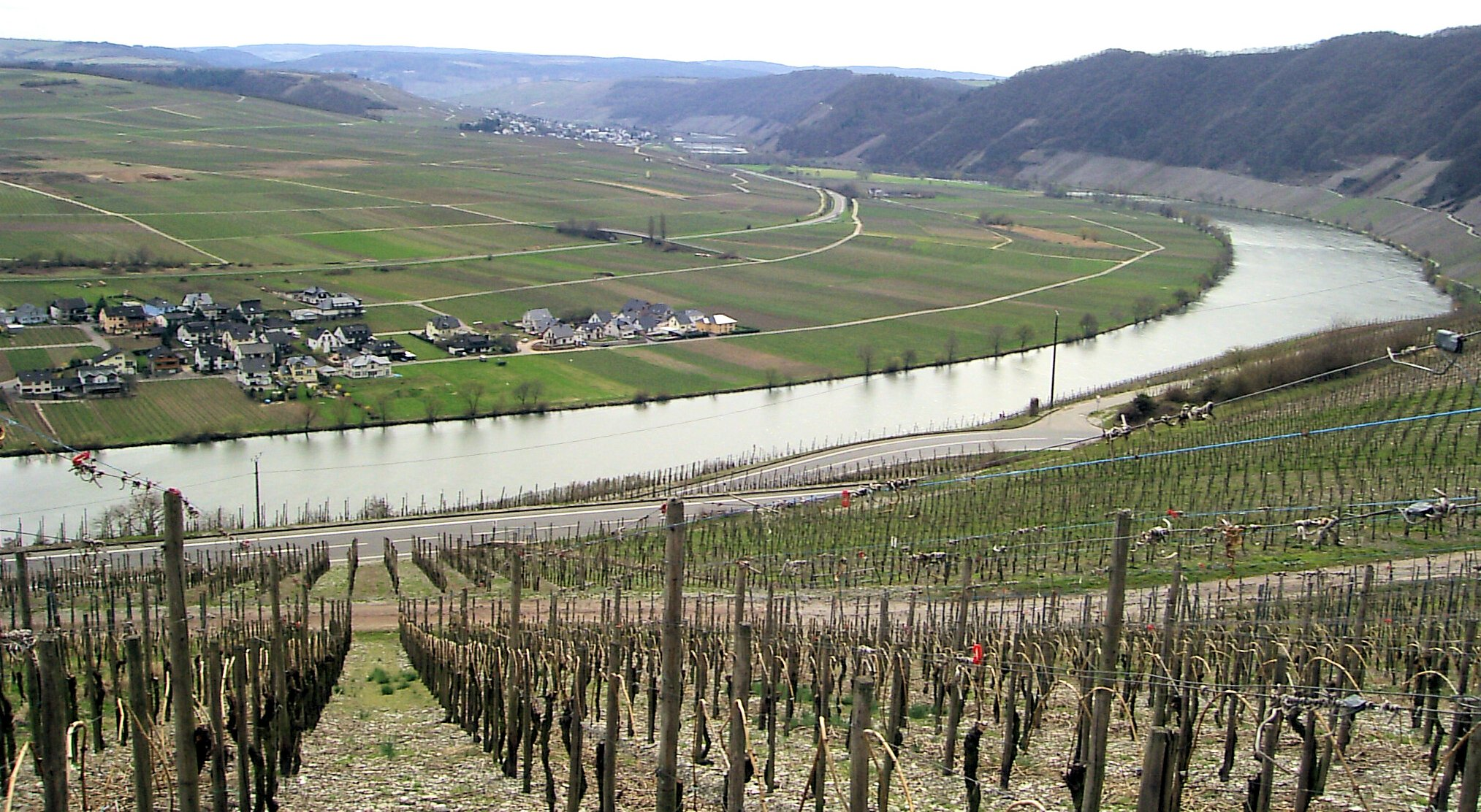
Blick auf den Ortsteil Siedlung, im Hintergrund Neumagen-Dhron

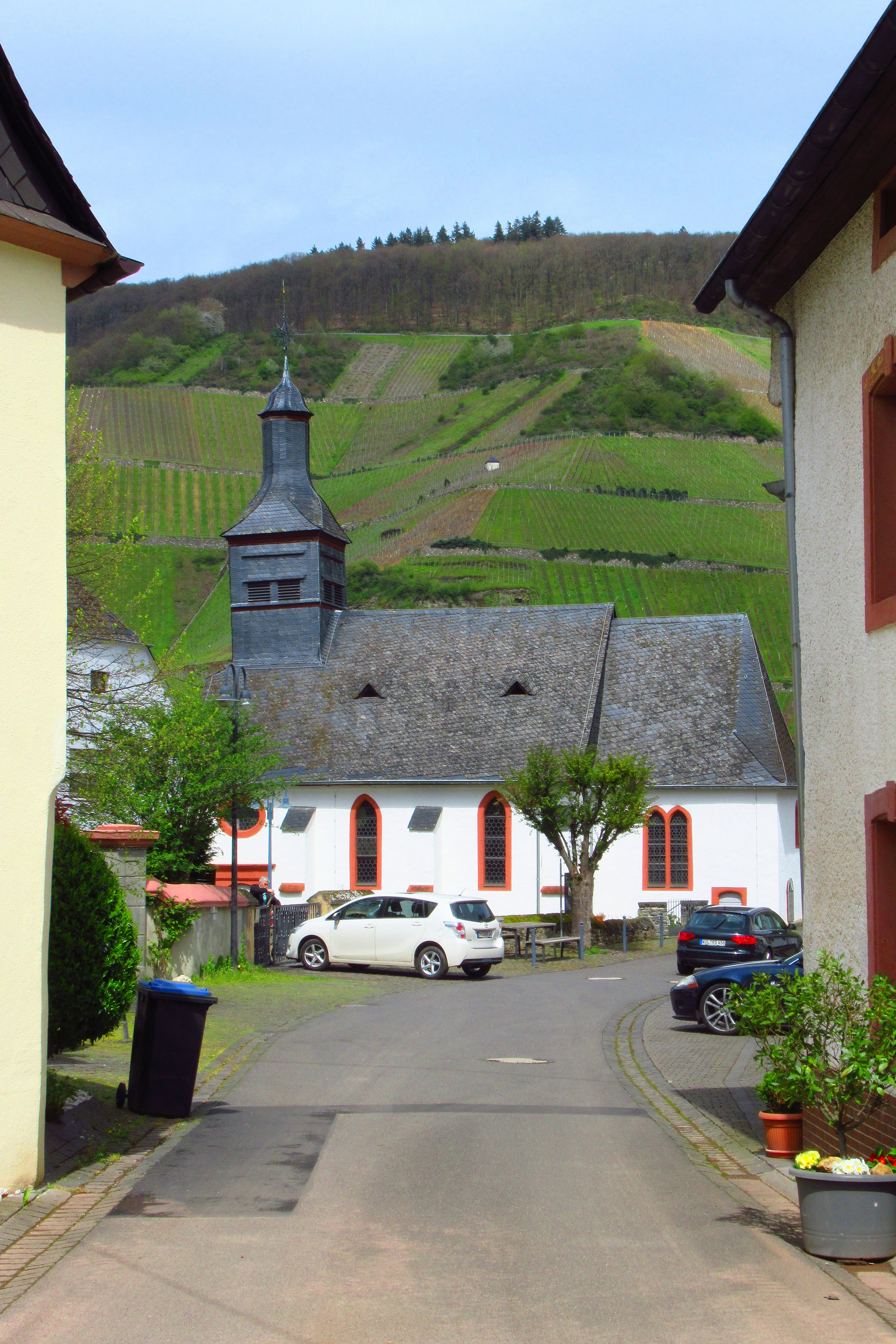
Allerheiligenkapelle in Müstert

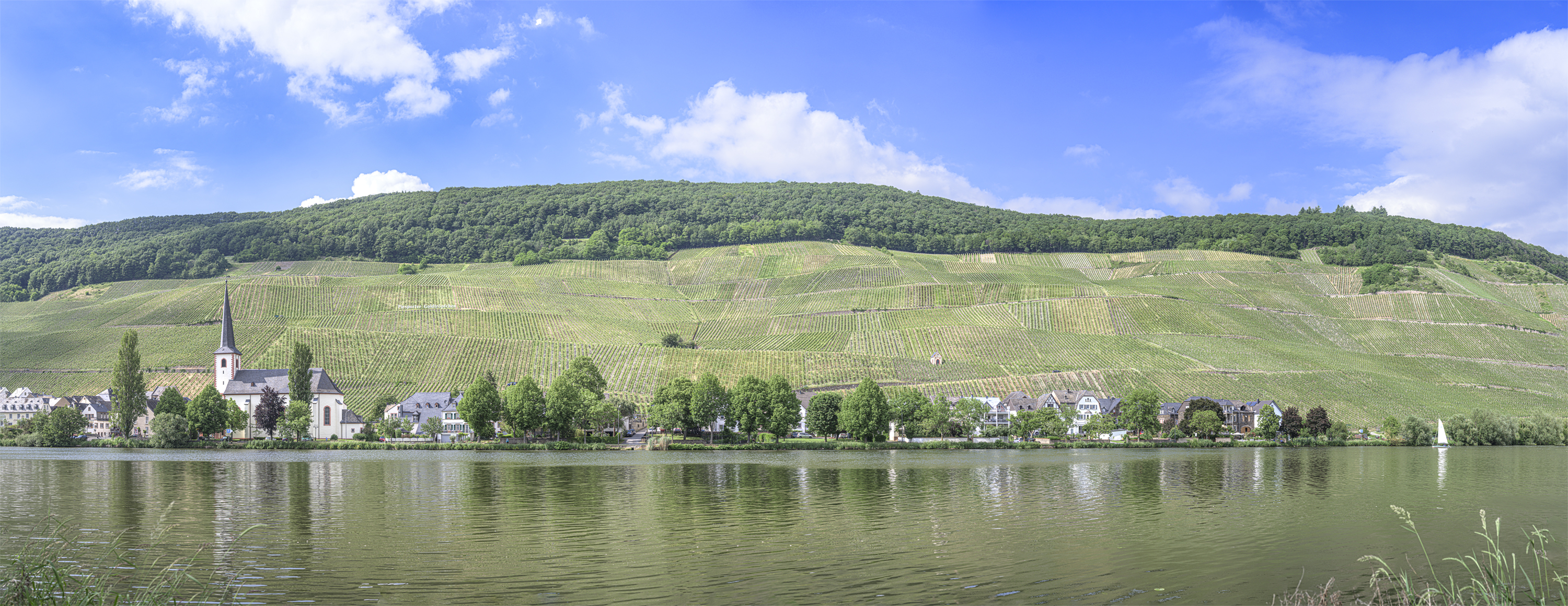
Panorama-Ansicht von Piesport (unterhalb der Brücke)

Piesport ist eine Ortsgemeinde im Landkreis Bernkastel-Wittlich in Rheinland-Pfalz und größter Weinbauort im Anbaugebiet Mosel. Sie gehört seit dem 1. Januar 2012 der Verbandsgemeinde Bernkastel-Kues an.

## Geographie
Piesport besteht aus den Ortsteilen:

links der Mosel: Alt-Piesport und Ferres,
rechts der Mosel: Niederemmel (Emmel, Reinsport und Müstert), der Siedlung und dem Wochenendhausgebiet „Zimmet“.
Die Ortsgemeinde liegt, umgeben von Weinbergen, Wiesen und Wäldern, an einer nach Norden ausbuchtenden Moselschleife im Moseltal zwischen Bernkastel-Kues und Trier, genauer zwischen Minheim und Neumagen. Der Ortsteil Piesport befindet sich am linken, Eifel-seitigen Flussufer. Auf der gegenüberliegenden, Hunsrück-seitigen, flach ansteigenden Flussseite liegt der Ortsteil Müstert und etwas weiter flussabwärts, am Ausgang der Schleife, der Ortsteil Reinsport. Der höher gelegene Ortsteil um die Kirche St. Martin ist Emmel. Ferres liegt etwas flussaufwärts am linken Flussufer. Müstert bestand früher nur aus wenigen Häusern, die sich um die Allerheiligenkapelle am Brückenkopf der unteren der beiden Moselbrücken versammeln. Dieser Ortsteil ist im Laufe der Jahrhunderte mit Emmel und Reinsport zusammengewachsen und bildete bis zur Verwaltungsreform 1969 die selbstständige Gemeinde Niederemmel. Durch den Ortsteil Niederemmel führt die B 53, die Moseluferstraße. Hiervon zweigen an einem Verteilerkreisel am Ortseingang aus Richtung Neumagen die L 50 nach Norden über die Moselbrücke nach Klausen und die L 156 nach Süden in Richtung Neumagen-Dhron ab.

### Klima
Der Jahresniederschlag beträgt 737 mm.

## Namensherkunft
Es ist davon auszugehen, dass es an der Stelle des heutigen Ortes in römischer Zeit eine Furt durch die Mosel gab, durch die bei niedrigem Wasserstand Wagen fahren konnten. Diese Furt war dem Mercurius Bigentius, einer lokalen Gottheit, geweiht, woraus sich der Name Porto Pingontio ableitete, aus dem allmählich Piesport wurde.
Dem Bigentius war auch ein Heiligtum geweiht, das am nördlichen, linksseitigen Ufer am Berghang stand und an das heute nur noch das Kapellenhäuschen erinnert, das im Volksmund auch Michelskirch genannt wird (Lage→). In christlicher Zeit wurde es durch ein dem Erzengel Michael geweihtes Gotteshaus abgelöst, das im Jahre 1350 als matrix ecclesia („Mutterkirche“) bezeugt wurde. 
Wegen des langen und mühsamen Wegs zum Pfarrort Piesport am Moselufer, baute man schließlich eine neue Kirche, die heutige Pfarrkirche St. Michael.

## Geschichte
Bereits die Römer siedelten in der Region um Piesport. „Wie die Ränge eines Amphitheaters“ rahmten die Weinberge den Ort ein, schrieb der Dichter Ausonius. Zwischen den Ortsteilen Alt-Piesport und Ferres wurde 1985 die größte römische Kelteranlage nördlich der Alpen entdeckt und teilweise rekonstruiert. Sie ist Zentrum des jährlich am zweiten Oktoberwochenende stattfindenden Römischen Kelterfestes. 1950 wurde in einem Sarkophag auf einem Gräberfeld bei Niederemmel ein römisches Diatretglas gefunden, das sich heute im Rheinischen Landesmuseum Trier befindet. Zeugen der Römerzeit sind auch die Römerstraße (L 157) auf der Höhe zwischen Niederemmel und Morbach, an der beim Jagdschloss Tonnkopf ein Römergrab gefunden wurde, sowie der Römerhof am südlichen Ortsrand von Niederemmel.
Am Tonnkopf stand auch ein römischer Meilenstein.
Die älteste urkundliche Erwähnung von Piesport findet sich als porto pingontio in einem Prekarievertrag der Abtei Prüm datiert im Jahr Neun der Regentschaft Karls des Großen, in den Jahren 776 oder 777. Zwischen 1506 und 1508 verlor Piesport 82 von seinen 95 Bürgern (Haushaltungen) durch die Pest. Im Mittelalter und der frühen Neuzeit gehörte Piesport zu Kurtrier. Ab 1794 stand das Gebiet unter französischer Herrschaft, 1815 wurde es auf dem Wiener Kongress dem Königreich Preußen zugeordnet. Seit 1946 ist es Teil des damals neu gebildeten Landes Rheinland-Pfalz.
Die heutige Gemeinde wurde am 7. Juni 1969 aus den aufgelösten Gemeinden Piesport (damals 503 Einwohner) und Niederemmel (1.633 Einwohner) neu gebildet.
Zum 1. Januar 2012 wurde die Verbandsgemeinde Neumagen-Dhron im Rahmen der Kommunal- und Verwaltungsreform aufgelöst und die Ortsgemeinde Piesport in die Verbandsgemeinde Bernkastel-Kues eingegliedert.
Die 1922 errichtete Müsterter Brücke, oder Reinsporter Brücke, wie sie auch genannt wurde (im Krieg zerstört und 1949 wieder freigegeben; 1979 saniert; Tragkraft 9 Tonnen), welche den Ortskern nach Osten mit dem gegenüberliegenden Weinanbaugebiet verband, wurde am 15. Juli 2009 von einem Schiff stark beschädigt. Allerdings geschah dies nicht zu ersten Male, dass einer der Flusspfeiler gerammt wurde. Daraufhin wurde die Brücke gesperrt und im Juni 2015 aus Kostengründen abgerissen, da die Pfeiler sich insgesamt als marode und sanierungsbedürftig erwiesen.
Die Ereignisse um die vor erwähnte Pest von 1506 bis 1508 wurde in zwei historischen Romanen in schriftstellerischer Freiheit verarbeitet:
- Deana Zinßmeister: Das Pestdorf (= Pesttrilogie. 3. Teil). Goldmann, München 2015, ISBN 3-442-48101-5.
- Peter Essner: Die Spoar – Schicksalsjahre eines kleinen Moseldorfes. 2018, ISBN 3-7467-8905-2.

## Politik

### Gemeinderat
Der Ortsgemeinderat in Piesport besteht aus 16 Ratsmitgliedern, die bei der Kommunalwahl am 9. Juni 2024 in einer personalisierten Verhältniswahl gewählt wurden, und dem ehrenamtlichen Ortsbürgermeister als Vorsitzendem.
Die Sitzverteilung im Ortsgemeinderat:
| Wahl | SPD | CDU | WGM * | WG | Gesamt   | Erläuterung                    |
| ---- | --- | --- | ----- | -- | -------- | ------------------------------ |
| 2024 | –   | 7   | 9     | –  | 16 Sitze | [ 11 ]                         |
| 2019 | –   | 9   | 6     | 1  | 16 Sitze | WG Leyendecker (1 Sitz)        |
| 2014 | 2   | 9   | 3     | 2  | 16 Sitze | WG Maximini (2 Sitze)          |
| 2009 | 2   | 9   | –     | 5  | 16 Sitze | WG Maximini (5 Sitze)          |
| 2004 | 3   | 5   | –     | 8  | 16 Sitze | WG 1 (4 Sitze), WG 2 (4 Sitze) |

### Ortsbürgermeister
Ewald Meuren (WG Meuren) wurde am 2. Juli 2024 Ortsbürgermeister von Piesport. Bei der Direktwahl am 9. Juni 2024 hatte er sich mit 57,4 % gegen den bisherigen Amtsinhaber durchgesetzt.
Meurens Vorgänger Stefan Schmitt (CDU) hatte das Amt am 8. Juli 2014 übernommen. Bei der Direktwahl am 26. Mai 2019 wurde er mit einem Stimmenanteil von 72,55 % für weitere fünf Jahre in seinem Amt bestätigt.
Schmitts Vorgänger Karl Heinz Knodt hatte das Amt zehn Jahre ausgeübt.

## Kultur und Sehenswürdigkeiten

### Bauwerke
- St. Michael, Alt-Piesport, erbaut im 18. Jahrhundert
- Nikolauskapelle, Reinsport, erbaut 1616.
- Allerheiligenkapelle, Müstert, erbaut 1553. Der Name des Ortsteils geht auf das lateinische monasterium zurück. Es wird vermutet, dass hier (Lage→) bereits im 6./7. Jahrhundert ein kirchliches Zentrum war, das in der ersten Phase der Christianisierung der Gegend zunehmend Bedeutung gewann und später für die Dörfer Piesport, Emmel und Müstert seelsorgerisch zuständig war. Anfang 882 fiel die Pfarrei Müstert vermutlich dem Normannensturm zum Opfer. Seine Zuständigkeiten übernahmen die Piesporter und Emmeler Kirchen. Im Folgenden weisen Urkunden Müstert als Munster (1055), Munstre (1098), Monasterium (1179) und Münster (Anfang 19. Jahrhundert) aus. Der heutige Kirchenbau stammt aus dem Jahr 1553 und wurde 1680 geweiht. Zwei Seitenaltäre und ein hölzerner Hochaltar mit zwei Gemälden (Krönung Mariens und eine Allerheiligendarstellung im Rundbogenfeld zwischen zwei Paaren korinthischer Säulen und Flügeln aus durchbrochen geschnitzten Akanthusranken) bestimmen das Innere.
- Römische Kelteranlage am Ende des Ortsteils Piesport in Richtung Ferres (Lage→)
- Zimmeter Heiligenhäuschen von 1680

Siehe auch Liste der Kulturdenkmäler in Piesport

### Moselloreley
(→ Siehe Artikel Moselloreley)

Am linken Moselufer gegenüber dem Ortsteil Reinsport liegt das Naturdenkmal Moselloreley, ähnlich der Loreley am Rhein. Das steil aus der Mosel 85 m hoch aufragende Felsmassiv lässt flussabwärts keine Verkehrsverbindungen zu; das Steilufer bietet nicht einmal Platz für einen Fußweg. Doch an ihren sehr steilen Hängen finden sich vereinzelt Weinberge. In den 1930er-Jahren wurde für ein Jahrzehnt lang Bergbau betrieben. Über der Moselloreley befindet sich ein Wanderweg.
Die Kulisse der Moselloreley mit dem Bergwerk diente im Mai 2012 Edgar Reitz als Kulisse für einige Szenen des Films Die andere Heimat – Chronik einer Sehnsucht.

### Weinbau
Piesport ist erheblich vom Weinbau geprägt und mit 413 Hektar bestockter Rebfläche die mit Abstand größte Weinbaugemeinde der Mosel. Es wird traditionell überwiegend Riesling angebaut. Der Ort zählt zum Bereich Bernkastel. Die Rebflächen liegen in der Großlage Michelsberg. Man unterscheidet die folgenden zehn Piesporter Einzellagen:
- Günterslay
- Treppchen
- Falkenberg
- Goldtröpfchen
- Domherr
- Schubertslay
- Grafenberg
- Gärtchen
- Kreuzwingert
- Hofberger

Theo Haart vom Weingut Reinhold Haart in Piesport wurde von der Zeitschrift Gault Millau im November 2006 zum Winzer des Jahres 2007 gewählt.

### Regelmäßige Veranstaltungen
- Pferdefest, Festival mit Live-Konzerten (jährlich, zweites Augustwochenende).[20]

## Persönlichkeiten
- Johannes Hau, war von 1765 bis 1803 Pfarrer der Michaelskirchgemeinde in Piesport, führte die historische Wende zum Wiederanbau der Rieslingrebe im Weinort Piesport herbei. Ihm zu Ehren trägt ein Brunnen von 1983 vor der St.-Michaels-Kirche seinen Namen.[21]
- Reinhard Heß (1904–1998), Trierer Maler und bedeutender Glasmaler, schuf verschiedene Kirchenfenster der St.-Martins-Kirche in Niederemmel.
- Philipp Lichter war von 1834 bis 1870 Pfarrer der Michaelskirchgemeinde in Piesport.
- Winfried Weber (* 1945), deutscher Christlicher Archäologe und langjähriger Direktor des Bischöflichen Dom- und Diözesanmuseums in Trier, wurde in Piesport geboren.